# Circonscriptions électorales de la province de Bursa
Pour les articles homonymes, voir Bursa (homonymie).

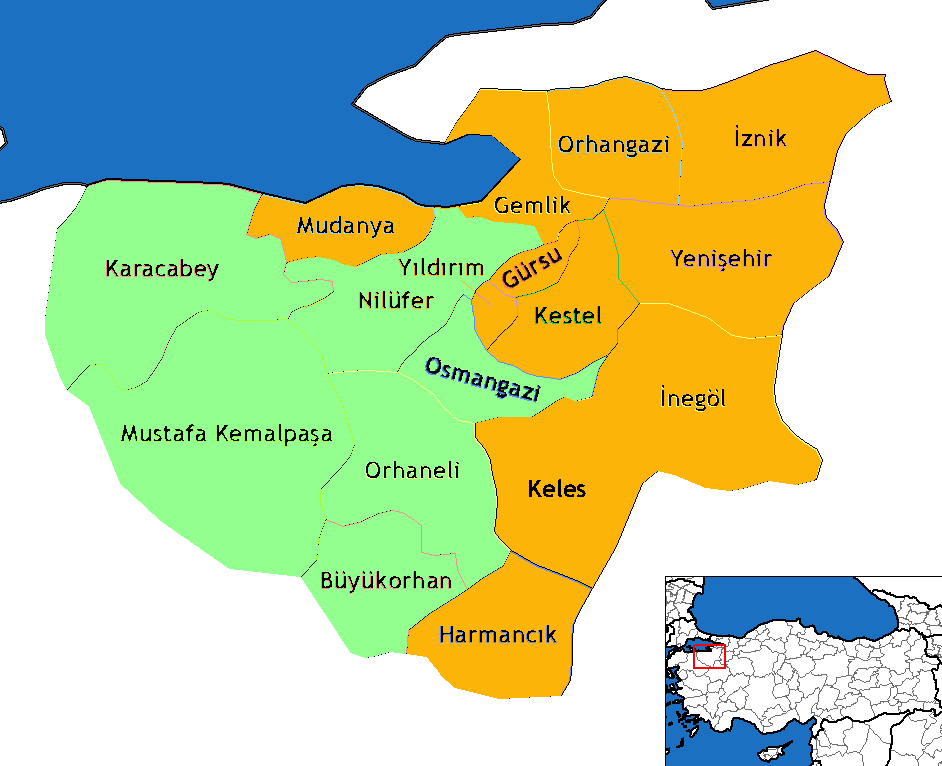
Répartition des districts en 2 circonscriptions électorales depuis 2018

Les circonscriptions électorales de la province de Bursa sont un découpage constitué depuis 2018 de deux secteurs (seçim çevresi) constitué de 17 districts (ilçe). Istanbul, Ankara, Izmir et Bursa sont les quatre seules provinces de Turquie à avoir un découpage interne pour les élections législatives en raison de leur taille. Dans tous les autres cas, les circonscriptions électorales se font à l'échelle des provinces. Avant 2018, il n'y avait qu'une seule circonscription dans la province de Bursa.

## Circonscription unique avant 2018
La circonscription électorale de Bursa correspond à un groupement de 17 districts de la province du même nom et envoie 18 députés à la Grande Assemblée nationale de Turquie.

### Résultats électoraux

#### Élections législatives de novembre 2015
| Partis                   | Partis                                        | Voix      | %     | Sièges | +/-           | Élus |
| ------------------------ | --------------------------------------------- | --------- | ----- | ------ | ------------- | --- |
|                          | Parti de la justice et du développement (AKP) | 1 003 822 | 54,03 | 11     | 2             | Mehmet Müezzinoğlu, Efkan Ala, Emine Yavuz Gözgeç, Cemalettin Kani Torun, Hüseyin Şahin, İsmail Aydın, Zekeriya Birkan, Hakan Çavuşoğlu, Bennur Karaburun, Muhammet Müfit Aydın et Osman Mesten |
|                          | Parti républicain du peuple (CHP)             | 490 316   | 26,39 | 5      | en stagnation | Lale Karabıyık, Ceyhun İrgil, Orhan Sarıbal, Erkan Aydın et Nurhayat Altaca Kayişoğlu |
|                          | Parti d'action nationaliste (MHP)             | 227 426   | 12,24 | 2      | 1             | İsmet Büyükataman et Kadir Koçdemir |
|                          | Parti démocratique des peuples (HDP)          | 83 684    | 4,50  | 0      | 1             | |
|                          | Parti de la félicité (SP)                     | 18 896    | 1,02  | 0      | en stagnation | |
|                          | Parti de la grande unité (BBP)                | 9 953     | 0,54  | 0      | en stagnation | |
|                          | Parti des droits et libertés (HAK)            | 4 666     | 0,25  | 0      | en stagnation | |
|                          | Parti patriote (VATAN)                        | 4 407     | 0,24  | 0      | en stagnation | |
|                          | Parti démocrate (DP)                          | 3 694     | 0,20  | 0      | en stagnation | |
|                          | Parti de libération du peuple (HKP)           | 3 034     | 0,16  | 0      | en stagnation | |
|                          | Parti pour une Turquie indépendante (BTP)     | 2 339     | 0,13  | 0      | en stagnation | |
|                          | Parti communiste (KP)                         | 1 663     | 0,09  | 0      | en stagnation | |
|                          | Parti de la gauche démocratique (DSP)         | 1 527     | 0,08  | 0      | en stagnation | |
|                          | Parti libéral-démocrate (LDP)                 | 1 237     | 0,07  | 0      | en stagnation | |
|                          | Parti de la nation (MP)                       | 1 009     | 0,05  | 0      | en stagnation | |
|                          | Parti de la vraie voie (DYP)                  | 18        | 0,00  | 0      | en stagnation | |
|                          | Indépendants (Ind.)                           | 327       | 0,02  | 0      | en stagnation | |
|                          |                                               |           |       |        |               | |
| Total                    | Total                                         | 1 858 018 | 100   | 18     | en stagnation | - |
| Inscrits / participation | Inscrits / participation                      | 2 046 276 | 89,43 |        |               | |